# Johann Niebur
Johann Niebur auch Nyebur (* in Uelzen; † 14. Juli 1399 in Lübeck) war zum ausgehenden 14. Jahrhundert Bürgermeister der Hansestadt Lübeck.

## Leben
Niebur war als Ratsherr 1391 gemeinsam mit dem Bürgermeister Gottfried Travelmann Gesandter der Stadt in Livland und Russland. Travelmann verstarb während dieser gemeinsamen Reise in Dorpat. Hauptgrund dieser hochrangigen diplomatischen Mission war die Beendigung der von Lübeck gegen Russland ausgelösten Handelssperre. Niebur gelang es, die Russen aufgrund der Wirkungen dieses Boykotts zum Einlenken und zur Bestätigung der Handelsprivilegien der Hanse zu bewegen. Der Vertragsschluss erfolgte 1392 nach orthodoxem Ritus durch das bei Vertragsabschlüssen damals in Russland übliche Küssen eines Kreuzes (Kreuzküssung) und wurde daher von den Russen fortan die Kreuzküssung Nieburs genannt. Sie war für die nächsten einhundert Jahre immer wieder Dat weer Nyeburs crusekussinge zitierte Rechtsgrundlage des Umgangs zwischen Deutschen und Russen in Nowgorod. Die Verhandlungen in Nowgorod wurden durch die Delegation ohne die Beteiligung von Vertretern des Kontors vor Ort geführt. Vielmehr wurde dem Peterhof bei dieser Gelegenheit eine neue Fassung der Schra verordnet und die Finanzierung der Renovierung des Kontors durch neue örtliche Schossabgaben sichergestellt, um die Machtverhältnisse klarzustellen.  Nach seiner Rückkehr aus Russland wurde Niebur 1393 vom Rat der Stadt zum Bürgermeister gewählt. 1395 war er gemeinsam mit dem Bürgermeister Hinrich Westhof an den seit 1393 laufenden Verhandlungen mit der dänischen Königin Margarethe I. in Helsingör beteiligt, bei denen es um die Vermittlung eines Ausgleichs mit dem Herzog Johann von Mecklenburg in der Frage der Freilassung des schwedischen Königs Albrecht ging. Niebur war Mitglied der Zirkelgesellschaft.

## Familie
Johann Niebur stammt aus Uelzen. Er hatte einen Bruder Jakob.
Er heiratete Elisabeth geb. Schepenstede, die Witwe des Lübecker Ratsherrn Diedrich Morneweg. Seine Tochter Walburg heiratete den Lübecker Ratsherrn Johann Darsow.

## Belege
1. ↑  Philippe Dollinger: Die Hanse ISBN 3-520-37102-2, S. 110 ff.
2. ↑  Urkunde vom 2. Juni 1390 in Urkundenbuch der Stadt Uelzen

| Personendaten    | Personendaten                       |
| ---------------- | ----------------------------------- |
| NAME             | Niebur, Johann                      |
| ALTERNATIVNAMEN  | Nyebur, Johann                      |
| KURZBESCHREIBUNG | Bürgermeister der Hansestadt Lübeck |
| GEBURTSDATUM     | 14. Jahrhundert                     |
| GEBURTSORT       | Uelzen                              |
| STERBEDATUM      | 14. Juli 1399                       |
| STERBEORT        | Lübeck                              |